# Cascades Purling Brook
Les cascades Purling Brook, (o, de vegades, de forma incorrecta, les cascades Purlingbrook), són unes cascades d'entre 100 i 106 m d'altura que pertanyen al riu Purling. El troben a les selves tropicals de Gondwana, inscrites a la llista del Patrimoni de la Humanitat de la UNESCO, a la regió sud-est de Queensland, Austràlia.

## Localització i característiques
Les cascades Purling Brook es troben a la part central del Parc Nacional de Springbrook, com a part del grup de volcà escut, a Springbrook, que forma part de l'interior de la Costa d'Or, al sud-oest de Surfers Paradise.
Després de les fortes pluges, les aigües que cauen generen un espectacle que atreu a un gran nombre de turistes. En aquests moments el perill de caure roques durant les esllavissades de terra pot ser perillós; s'han construït barricades per evitar caminar pels camins que passen per la base de les cascades.